# Panamá en los Juegos Panamericanos de 2023
Panamá compitió en los Juegos Panamericanos de 2023 que se realizaron en Santiago, Chile, desde el 20 de octubre al 5 de noviembre de 2023.
Participaron 90 deportistas en 20 disciplinas. Los abanderados de la delegación panameña en la ceremonia de apertura fueron Hillary Heron, medallista de plata panamericana de 2021 en salto y el exjugador de las Grandes Ligas de Béisbol Davis Romero.

## Medallistas
| Medalla           | Deportista              | Deporte   | Evento                 | Fecha          |
| ----------------- | ----------------------- | --------- | ---------------------- | -------------- |
| Medalla de oro    | Donald Lee William Duen | Bowling   | Dobles Masculino       | 2 de noviembre |
| Medalla de oro    | Gianna Woodruff         | Atletismo | 400 m Vallas Femenino  | 3 de noviembre |
| Medalla de plata  | Atheyna Bibeichi Bylon  | Boxeo     | 75kg Femenino          | 27 de octubre  |
| Medalla de bronce | Carolena Carstens       | Taekwondo | -57kg Kyorugi Femenino | 22 de octubre  |
| Medalla de bronce | Eduardo Beckford        | Boxeo     | 71kg Masculino         | 26 de octubre  |
| Medalla de bronce | Lilian Cordones         | Judo      | -52kg Femenino         | 28 de octubre  |
| Medalla de bronce | Kristine Jimenez        | Judo      | -57kg Femenino         | 28 de octubre  |
| Medalla de bronce | Alberto Gálvez          | Karate    | -67kg Masculino        | 5 de noviembre |